# Дарза
Дарза је насеље у општини Улцињ у Црној Гори. Према попису из 2011. било је 135 становника (према попису из 2003. било је 119 становника).

## Демографија
У насељу Дарза живи 77 пунолетних становника, а просечна старост становништва износи 32,5 година (32,6 код мушкараца и 32,4 код жена). У насељу има 32 домаћинства, а просечан број чланова по домаћинству је 3,72.
Становништво у овом насељу веома је хетерогено, а у последња три пописа, примећен је пад у броју становника.
|  |

| Демографија | Демографија | Демографија |
| Година      | Становника  | Становника  |
| ----------- | ----------- | ----------- |
|             |             |             |
|             |             |             |
|             |             |             |
|             |             |             |
| 1948.       | 82          |             |
| 1953.       | 66          |             |
| 1961.       | 109         |             |
| 1971.       | 112         |             |
| 1981.       | 148         |             |
| 1991.       | 131         | 108         |
| 2003.       | 124         | 119         |
| 2011.       |             | 135         |

| Национални састав према попису из 2003.‍ | Национални састав према попису из 2003.‍ | Национални састав према попису из 2003.‍ | Национални састав према попису из 2003.‍ | Национални састав према попису из 2003.‍ |
| --------------------------------------- | --------------------------------------- | --------------------------------------- | --------------------------------------- | --------------------------------------- |
|                                         |                                         |                                         |                                         |                                         |
| Црногорци                               | Црногорци                               |                                         | 44                                      | 36,97%                                  |
| Срби                                    | Срби                                    |                                         | 33                                      | 27,73%                                  |
| Албанци                                 | Албанци                                 |                                         | 28                                      | 23,52%                                  |

| Национални састав према попису из 2011.‍ | Национални састав према попису из 2011.‍ | Национални састав према попису из 2011.‍ | Национални састав према попису из 2011.‍ | Национални састав према попису из 2011.‍ |
| --------------------------------------- | --------------------------------------- | --------------------------------------- | --------------------------------------- | --------------------------------------- |
|                                         |                                         |                                         |                                         |                                         |
| Црногорци                               | Црногорци                               |                                         | 57                                      | 42,22%                                  |
| Албанци                                 | Албанци                                 |                                         | 43                                      | 31,85%                                  |
| Срби                                    | Срби                                    |                                         | 28                                      | 20,74%                                  |
| неизјашњени                             | неизјашњени                             |                                         | 7                                       | 5,18%                                   |

| Година пописа     | 1948. | 1953. | 1961. | 1971. | 1981. | 1991. | 2003. |
| ----------------- | ----- | ----- | ----- | ----- | ----- | ----- | ----- |
| Број домаћинстава | 17    | 15    | 26    | 19    | 25    | 26    | 33    |

| Број чланова      | 1  | 2 | 3 | 4 | 5 | 6 | 7 | 8 | 9 | 10 и више | Просек |
| ----------------- | -- | - | - | - | - | - | - | - | - | --------- | ------ |
| Број домаћинстава | 32 | 4 | 3 | 7 | 8 | 5 | 4 | 1 | 0 | 0         | 0      |

| Пол    | Укупно | Неожењен/Неудата | Ожењен/Удата | Удовац/Удовица | Разведен/Разведена | Непознато |
| ------ | ------ | ---------------- | ------------ | -------------- | ------------------ | --------- |
| Мушки  | 39     | 9                | 26           | 2              | 0                  | 2         |
| Женски | 43     | 11               | 25           | 7              | 0                  | 0         |
| УКУПНО | 82     | 20               | 51           | 9              | 0                  | 2         |

| Пол    | Укупно                    | Пољопривреда, лов и шумарство | Рибарство                            | Вађење руде и камена | Прерађивачка индустрија       |
| ------ | ------------------------- | ----------------------------- | ------------------------------------ | -------------------- | ----------------------------- |
| Мушки  | 22                        | 8                             | 0                                    | 1                    | 0                             |
| Женски | 9                         | 1                             | 0                                    | 0                    | 0                             |
| УКУПНО | 31                        | 9                             | 0                                    | 1                    | 0                             |
| Пол    | Производња и снабдевање   | Грађевинарство                | Трговина                             | Хотели и ресторани   | Саобраћај, складиштење и везе |
| Мушки  | 3                         | 2                             | 0                                    | 2                    | 0                             |
| Женски | 0                         | 0                             | 2                                    | 1                    | 2                             |
| УКУПНО | 3                         | 2                             | 2                                    | 3                    | 2                             |
| Пол    | Финансијско посредовање   | Некретнине                    | Државна управа и одбрана             | Образовање           | Здравствени и социјални рад   |
| Мушки  | 0                         | 0                             | 2                                    | 0                    | 0                             |
| Женски | 0                         | 2                             | 0                                    | 1                    | 0                             |
| УКУПНО | 0                         | 2                             | 2                                    | 1                    | 0                             |
| Пол    | Остале услужне активности | Приватна домаћинства          | Екстериторијалне организације и тела | Непознато            | Непознато                     |
| Мушки  | 0                         | 0                             | 0                                    | 4                    | 4                             |
| Женски | 0                         | 0                             | 0                                    | 0                    | 0                             |
| УКУПНО | 0                         | 0                             | 0                                    | 4                    | 4                             |